# Federico Sanvitale

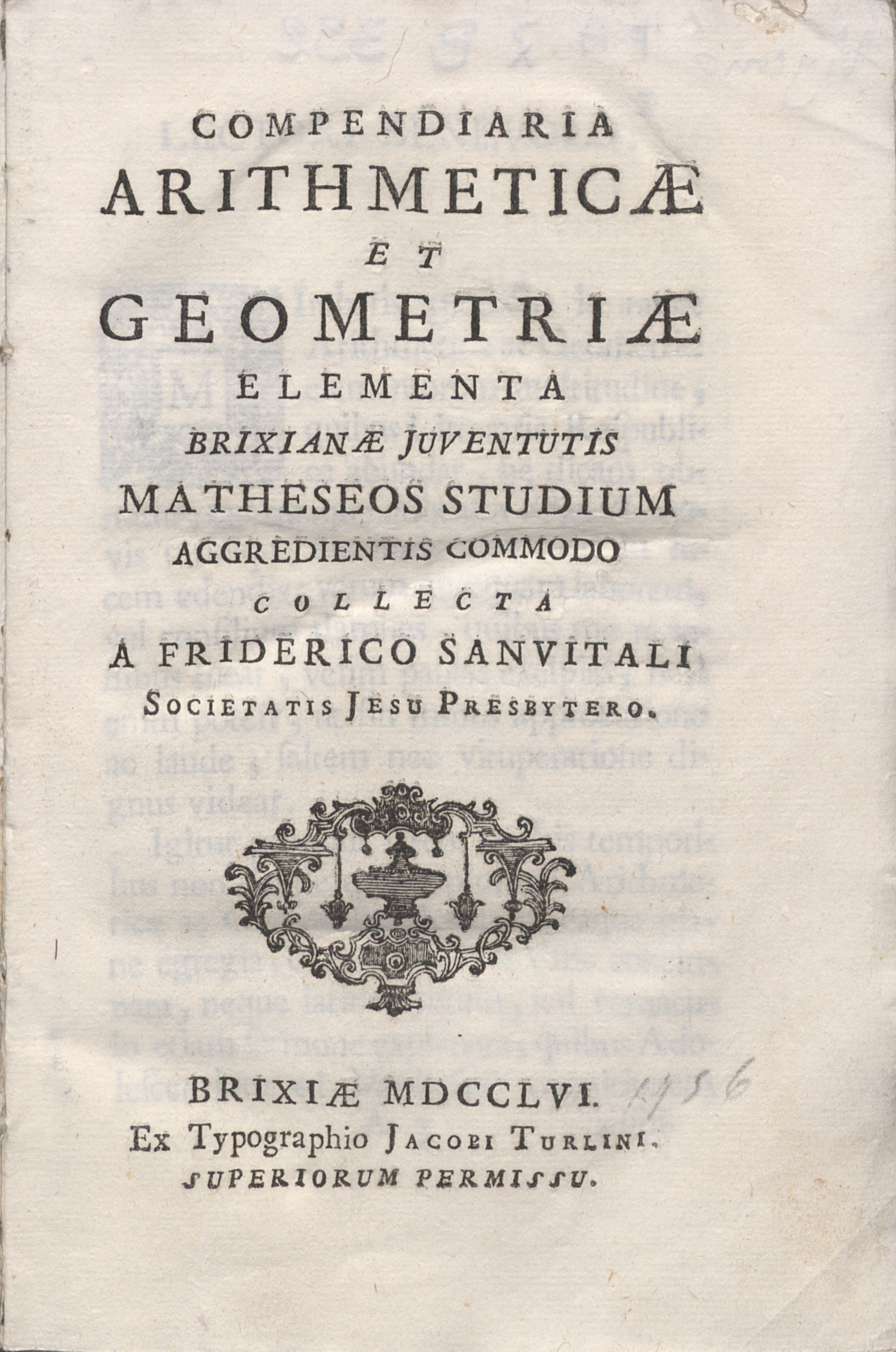
Compendiaria arithmeticae et geometriae elementa, 1756

Federico Sanvitale (Fontanellato, 19 de mayo de 1704-Brescia, 8 de diciembre de 1761) fue un matemático y jesuita italiano que marcó un momento clave para el desarrollo de la cultura científica de Brescia.

## Obras
- Orazione funebre per la morte di sua eminenza il signor cardinale Angelo Maria Querini (en italiano). Brescia: Giuseppe Pasini. 1755.
- Compendiaria arithmeticae et geometriae elementa (en latín). Brescia: Giacomo Turlino. 1756.
- Elementi di architettura civile (en italiano). Brescia: Giammaria Rizzardi. 1765.